# اغبرت سايمور
اغبرت سايمور (بالإنجليزية: Egbert Seymour)‏ هو سياسي أمريكي، ولد في 15 ديسمبر 1850، وتوفي في 6 فبراير 1921 في الولايات المتحدة بسبب إنفلونزا. انتخب Mayor of Bayonne, New Jersey ‏.